# Torrent de Ca n'Oller
El torrent de Ca n'Oller és un curs fluvial de règim estacionari del Vallès Occidental afluent per la dreta de la riera de Caldes. Neix a prop del nucli dels Pins, entre els termes de Sentmenat i Palau-solità i Plegamans. Desemboca a la riera de Caldes a prop del mas de ca n'Oller, després de creuar el municipi de Polinyà. En el seu curs baix podem trobar petits bosquets de ribera formats per àlbers, roures i alzines.